# Herz-Jesu-Kirche (Reinbek)
Die Kirche Herz Jesu ist die katholische Kirche in Reinbek, Kreis Stormarn, Schleswig-Holstein. Die nach dem Heiligsten Herz Jesu benannte Kirche befindet sich am Niels-Stensen-Weg 3 in zentraler Lage auf einem Hügel oberhalb der Hamburger Straße.
Die katholische Kirchengemeinde Reinbek wurde 1908 gegründet, verfügte anfangs jedoch über keine eigenen Räumlichkeiten. Ab 1932 begannen erste Planungen und das Grundstück wurde erworben. Die Kirche mit ovalem Grundriss wurde dann jedoch erst im Jahr 1953 nach Entwürfen der Architekten Puls & Richter (Hamburg) erbaut und ist für bis zu 350 Personen ausgelegt. Die Bauzeit betrug 6 Monate und die Weihe erfolgte durch den Weihbischof von Osnabrück Johannes von Rudloff. Ein erstes Gemeindehaus entstand 1955 und wurde 1984 durch einen größeren Neubau ersetzt. Die Kirche gehört zur Pfarrei Heilige Elisabeth im Pastoralen Raum Bille-Elbe-Sachsenwald. 9 % der Bevölkerung in Reinbek sind katholisch. Die Kirche unterhält auf dem Gelände einen Kindergarten für bis zu 50 Kinder und eine Seniorenwohnanlage. Das Kirchengebäude wurde bis 2020 für 100.000,- Euro saniert. 25 % der Summe brachte der Förderverein auf.

## Ausstattung
- Fünf Buntglasfenster, die Stationen aus dem Leben Marias und der Kindheitsgeschichte Jesus zeigen
- Eichenskulptur Maria und Elisabeth der schwedischen Künstlerin Alice Nordin aus dem Jahr 1933
- Orgel aus dem Jahr 1982. Stand 2020 ist eine umfassende Renovierung wegen Schimmelbefall geplant (Kosten: 13.000,- Euro)
- Ökumenestein mit Reliefs aller christlichen Kirchen in Reinbek
- Marienaltar